# Adapalen

Strukturformel för adapalen.

Adapalen är en retinoidliknande substans som främst används för behandling av mild- till måttlig akne. Adapalen lanserades år 1996 i USA av läkemedelsföretaget Galderma under varumärket Differin. Den har antiinflammatoriska effekter och undersökningar hos patienter visar på att applicering (kutan) av adapalen reducerar inflammatoriska aknekompontner (däribland papler och pustler). Adapalen förekommer i kombinationspreparatet Epiduo tillsammans med bensoylperoxid där adapalen verkar på de processer i huden som orsakar aknen medan bensoylperoxid verkar bakteriedödande och flagar av huden. I USA förekommer adapalen även i kombinationspreparatet Cabtreo som innehåller adapalen, bensoylperoxid, och antibiotikumet klindamycinfosfat.